# مادريغال (اختلال ضال)
«مادريغال» (بالإنجليزية: Madrigal)‏ هي الحلقة الثانية للموسم الخامس من مسلسل إيه إم سي التلفزيوني الدرامي اختلال ضال. كتبها فينس غيليغان وأخرجها ميشيل ماكلارين، بُثَّت على إيه إم سي في 22 يوليو 2012.

## وصلات خارجية
- «مادريغال» على إيه إم سي (بالإنجليزية)
- «مادريغال» على قاعدة بيانات الأفلام على الإنترنت (بالإنجليزية)